# Monique Goyens
Monique Goyens (Eupen, 1959) is een Belgische jurist en huidig directeur van het BEUC. Door Knack werd ze in 2016 omschreven als de machtigste Belgische vrouw in Europa en door Politico een van de vrouwen die vorm geven aan Europa. Zij lag mee aan de basis voor het afschaffen van de roamingtarieven in 2017.

## Biografie
Goyens behaalde haar licentiaat in de rechten aan de UCL in 1982. In 1985 is ze verbonden aan de UCL als wetenschappelijk onderzoeker met betrekking tot consumentenrecht. Sinds 2007 is Goyens directeur-generaal van het Bureau Européen des Unions de Consommateurs (BEUC).
- Bibsys: 90509378
- CiNii: DA01158496
- Gemeinsame Normdatei: 170851915
- International Standard Name Identifier: 0000 0000 8280 5777
- Library of Congress Control Number: n85041193
- Nationale bibliotheek van Australië: 35868260
- Nederlandse Thesaurus van Auteursnamen: 070209170
- ORCID: 0000-0002-7254-263X
- Système universitaire de documentation: 18952149X
- Trove: 1123355
- Virtual International Authority File: 50647330
- WorldCat: E39PBJjdjXk4DFTQVQ3KGVfcyd